# AtheOS
AtheOS, acrónimo de Athena Operating System, era un sistema operativo de código abierto para plataforma Intel x86. Al principio AtheOS pretendía ser un clon de AmigaOS, aunque luego se abandonó dicho objetivo.
Kurt Skauen, desarrollador, no sabe definir si AtheOS es un micronúcleo, o un núcleo monolítico, pues no siguió una estructura determinada a la hora de desarrollar el núcleo.
El desarrollo de AtheOS ha cesado y ha sido reemplazado por Syllable.

## Origen
El origen de AtheOS empieza alrededor del año 1994, cuando el joven programador noruego Kurt Skauen empieza el proyecto como un hobby que luego se volvería algo más en serio.
Un tiempo después en el año 2000, AtheOS es liberado bajo licencia GPL, luego de que Kurt desarrollara todo el núcleo por sí solo y todos los componentes del sistema, como la GUI (Interfaz Gráfica de Usuario) y su propio sistema de archivos de 64 bits con journaling.
A pesar de que Kurt liberó su sistema bajo GPL, este siempre se mostró reacio a compartir el código e incluir parches hechos por programadores de la comunidad, y cabe destacar que a pesar de esto, recibió un buen número de aplicaciones para AtheOS por parte de la misma.
Según se sabe, Kurt liberó el código fuente de AtheOS como un regalo, pero no consideraba que tenía que aceptar alguna opinión o colaboración de la comunidad en su proyecto, cosa que no causó mucha simpatía a los programadores que deseaban colaborar.
El golpe de gracia para AtheOS sucede cuando Kurt Skauen desaparece sin explicación, dejando así el proyecto abandonado, sin dejar mensaje o aviso alguno. Lanzó la última versión en octubre de 2001 y la web dejó de actualizarse en 2002.
Al final todo esto dio como resultado que la comunidad de AtheOS tomara el código y creara un sucesor con el nombre de Syllable.